# Eugnathichthys macroterolepis
Eugnathichthys macroterolepis es una especie de peces de la familia Citharinidae en el orden de los Characiformes.

## Morfología
Los machos pueden llegar alcanzar los 14,5 cm de longitud total.

## Alimentación
Come peces pequeños.

## Hábitat
Es un pez de agua dulce y de clima tropical (23 °C-27 °C).

## Distribución geográfica
Se encuentran en África:  cuenca del río Congo.